# تاکسفورد
تاکسفورد (به انگلیسی: Tuxford) یک روستا و محله مدنی در بریتانیا است که در بستلو واقع شده‌است. تاکسفورد ۲٬۶۴۹ نفر جمعیت دارد.